# منطقه هایدیان
منطقه هایدیان (به چینی: 海淀区، به پین‌یین: Hǎidiàn Qū) یک منطقهٔ شهرداری تابع شهر پکن، پایتخت  جمهوری خلق چین است.

## خصوصیات
منطقه هایدیان ۴۳۱ کیلومترمربع مساحت و ۳٬۲۸۱٬۰۰۰ نفر جمعیت دارد.

## نگارخانه

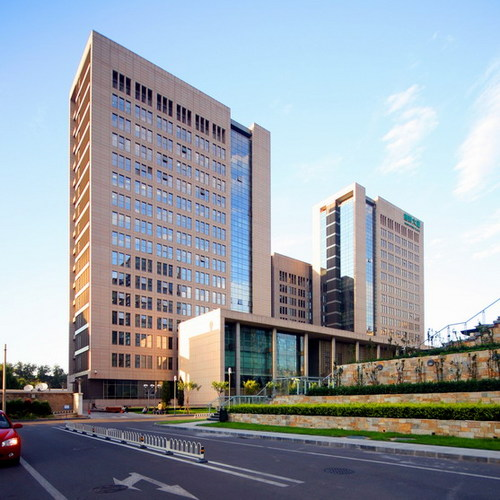
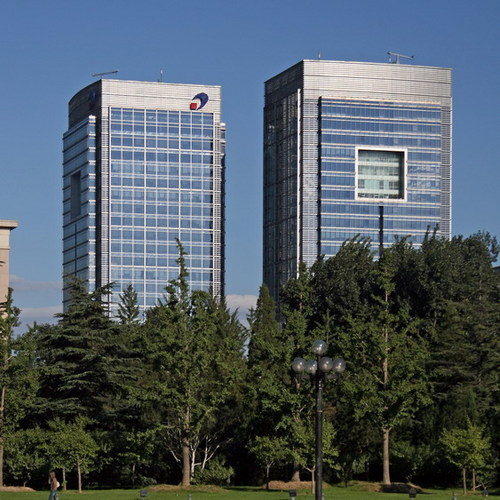
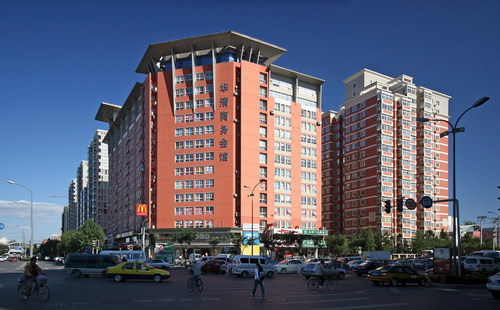
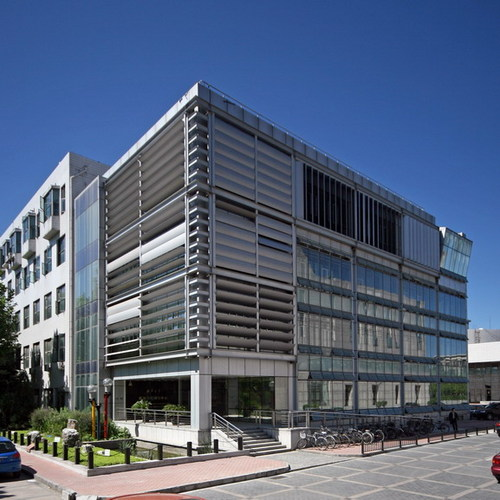
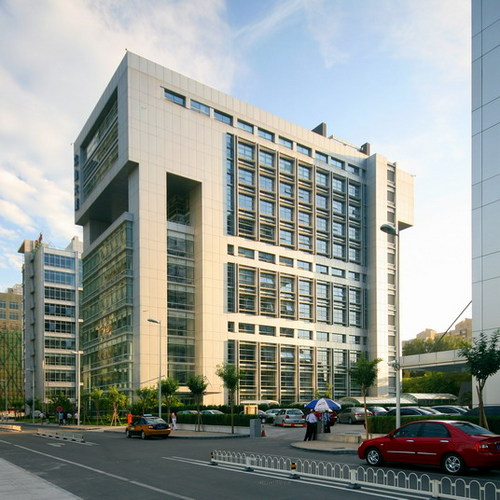
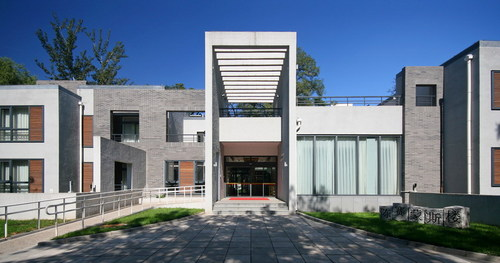
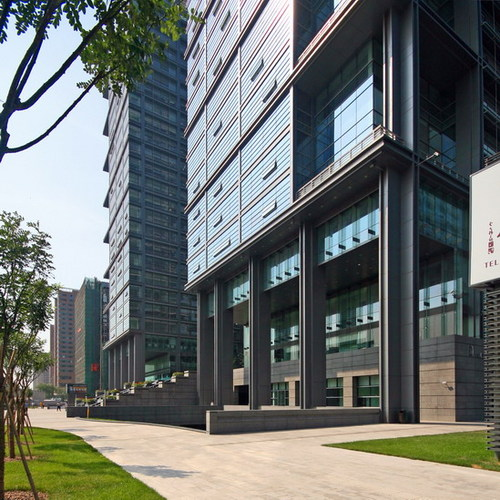